# Lanlivery
 (septembre 2023).
Lanlivery est une paroisse civile et un village des Cornouailles, en Angleterre.